# NGC 1939
NGC 1939 في الفهرس العام الجديد، هو عنقود مغلق، يقع في كوكبة الجبل. اكتشف في 24 سبتمبر 1826 . بواسطة جيمس دنلوب .

## روابط خارجية
- NGC 1939 على موقع ويكي سكاي: DSS2, SDSS, GALEX, IRAS, Hydrogen α, X-Ray, Astrophoto, Sky Map, Articles and images